# 배트맨: 언더 더 레드 후드
《배트맨: 언더 더 레드 후드》(영어: Batman: Under the Red Hood)은 배트맨과 레드 후드를 소재로 한 2010년 비디오 영화이다. 저드 위닉이 쓴 배트맨 스토리라인 "언더 더 후드"를 기반으로 각색되었으며, 레드 후드가 되어 살아 돌아온 로빈 제이슨 토드와 배트맨의 재회를 다루고 있다. 브루스 그린우드가 배트맨, 젠슨 애클스가 레드 후드 역의 성우를 담당했다.

## 출연진
- 브루스 그린우드 - 배트맨 / 브루스 웨인
- 젠슨 애클스 - 제이슨 토드 / 레드 후드
  - 알렉산더 마텔라 - 제이슨 토드 (어릴적)
  - 빈센트 마텔라 - 제이슨 토드 (10대)
- 존 디마지오 - 조커
- 닐 패트릭 해리스 - 딕 그레이슨 / 나이트윙
- 제이슨 아이작스 - 라스 알굴
- 웨이드 윌리엄스 - 로만 시오니스 / 블랙 마스크
- 게리 콜 - 제임스 고든
- 진 피덕 - 알프레드 페니워스